# مكتب خدمات سوق العمل AMS

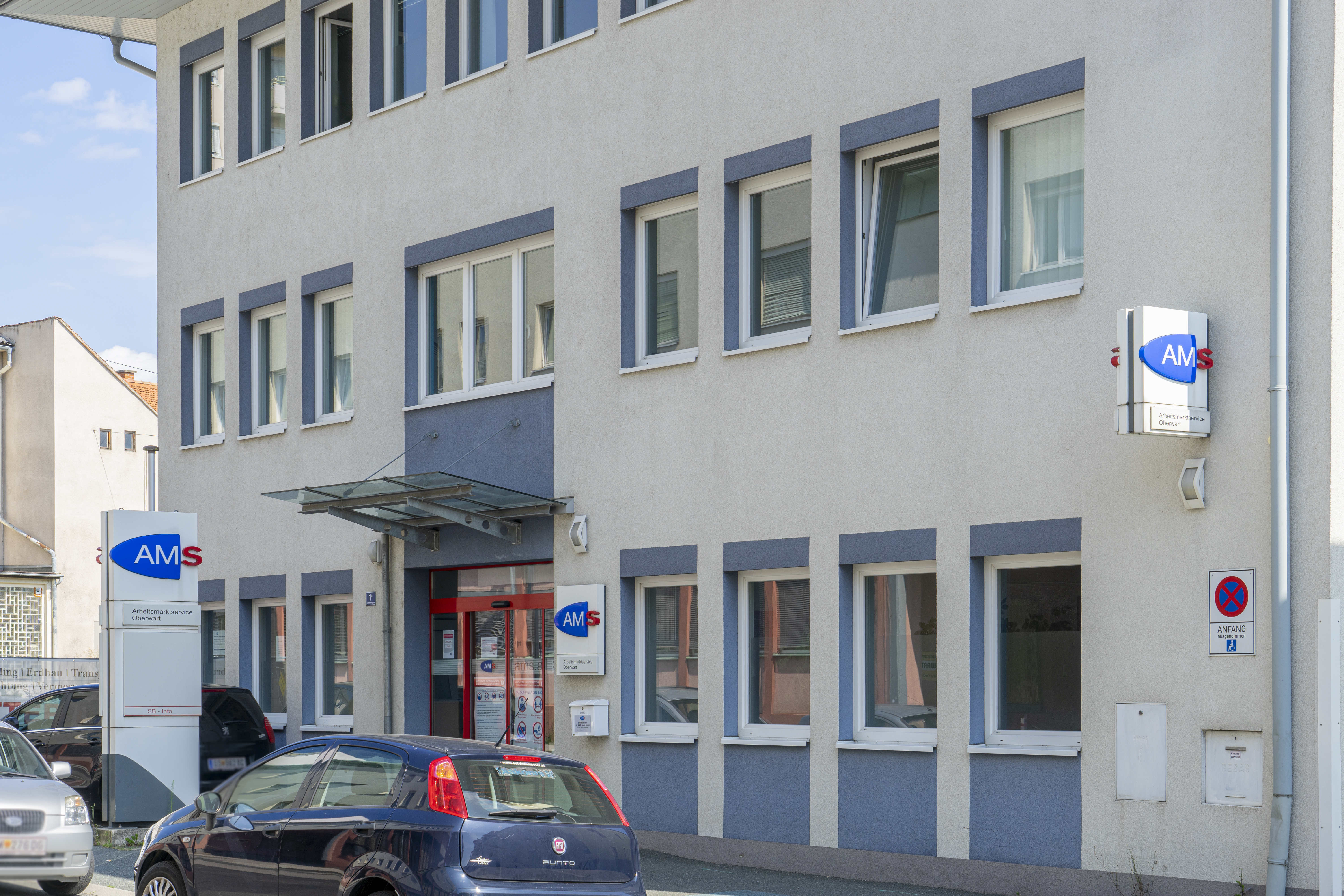
مكتب خدمات سوق العمل

مكتب خدمات سوق العمل (AMS) (بالألمانية: Arbeitsmarktservice)‏ هو مؤسسة خدمات في سوق العمل النمساوي، يقوم بوظائف مكتب التوظيف العام ويوفر قوى عاملة للوظائف الشاغرة، ويدعم مبادرات العاطلين عن العمل والشركات الموظّفة خلال المشورة والمعلومات والتأهيل والدعم المالي.

## الأهداف
وفقًا لمادة 29 من قانون خدمات سوق العمل النمساوي (AMSG)، فإن الهدف من خدمة التوظيف العامة هو العمل من أجل الدمج الأمثل والأجدى اقتصاديا والأكثر استدامة بين العرض والطلب في سوق العمل عليه قدر الإمكان، في إطار سياسة التوظيف الكامل التي أقرتها الحكومة الفيدرالية من أجل مكافحة البطالة والقضاء عليها مع الحفاظ على المبادئ الاجتماعية والاقتصادية بمعنى سياسة سوق عمل نشطة.

## التنظيم
مع قانون خدمات سوق العمل النمساوي الصادر في 1 يوليو 1994 انبثقت إدارة سوق العمل (AMV) عن الوزارة الاتحادية للعمل والصحة والشؤون الاجتماعية وأنشئت خدمة سوق العمل (AMS) بصفة مصلحة خدمات بموجب القانون العام .
تنقسم خدمة سوق العمل إلى منظمة اتحادية واحدة وتسع على مستوى الولايات، و104 منظمات إقليمية (بما في ذلك 6 فروع). على جميع هذه المستويات يعمل الشركاء الاجتماعيون سويا (ممثلو غرفة التجارة ، والغرفة الفيدرالية للعمال والمستخدمين، واتحاد نقابات العمال النمساوي واتحاد الصناعة النمساوية )ويعملون على كل المستويات التنظيمية في تشكيل سياسات سوق العمل (برامج عمل الولايات الفيدرالية) والرقابة الإدارية على المنظمة، فيما ينشط مجلس الإدارة على المستوى الاتحادي.
يقع تنفيذ المهام على عاتق الهيئات التنفيذية التالية:
- على المستوى الاتحادي مجلس الإدارة ،
- على مستوى الولاية المدير الإقليمي
- على المستوى الجهوي رئيس المكتب الجهوي

تساند مكاتب الفروع العاملة الإدارة المعنية في تنفيذ سياسات سوق العمل.

### عدد الموظفين
يبلغ عدد موظفي الـ AMS حوالي الـ6000 موظفا، ثلثهم من السيدات.

## الخدمات

### توظيف الباحثين عن عمل
إن أهم مهمة لـ AMS هي الوساطة لتوفير وظائف شاغرة للباحثين عن عمل. زادت البطالة في النمسا بشكل ملحوظ نتيجة للأزمة الاقتصادية في عام 2009. بلغت نسبة البطالة في النمسا عام 2019 الـ7.4% بمتوسط 121 يوما للفرد. إلى جانب خدماتها تنشرالمصلحة تقريرا سنويا عن إحصائيات سوق العمل النمساوي.

### الاستحقاقات حسب قانون التأمين ضد البطالة
- مخصصات البطالة. [3]
- المساعدة الطارئة - للعاطلين المؤهلين للعمل والذين انتهى حقهم في الحصول على إعانات البطالة
- بدل تدريب إضافي للموظفين المهتمين بمزيد من التدريب
- العمل بدوام جزئي للموظفين المهتمين بالعمل بدوام جزئي قبل التقاعد
- مساعدات انتقالية لموظفي الخدمة المدنية العاطلين عن العمل ، وفقًا لقانون المساعدات الانتقالية
- بالإضافة إلى ذلك ، تقدم إعانات للعجزة وللمسنين أثناء معالجة الطلبات في مؤسسة تأمين التقاعد

## وصلات خارجية
- AMS النمسا
- نصائح العمل في الاتحاد الأوروبي من AMS